# Guttaperca
La guttaperca è una macromolecola di origine vegetale molto simile, per chimica e per origine, alla gomma naturale o caucciù (la gomma per antonomasia), da cui differisce però per molte proprietà, tra cui l'assenza di elasticità.
Il nome deriva dall'inglese gutta-percha, a sua volta originato dal malese getah perca che significa "gomma di perca", dal nome dell'albero da cui è ricavata.
La guttaperca è un politerpene, ovvero una macromolecola di origine vegetale appartenente alla famiglia dei terpeni. 
In altre parole è un polimero dell'isoprene con più di 40 atomi di carbonio. 
È formato per addizione 1,4-trans, ed il risultato è una materia plastica elastomerica che ha diversi impieghi industriali.

## Guttaperca e caucciù
Mentre la gomma naturale viene estratta, sotto forma di lattice, dall'albero della gomma (Hevea brasiliensis) la guttaperca si ottiene da alcune specie di alberi dell'ordine delle Sapotacee come il Palaquium gutta.

## Struttura chimica
Dal punto di vista della costituzione la guttaperca e il caucciù sono uguali.
In ambedue i polimeri infatti la successione degli atomi e dei legami nell'unità monomerica è identica. 
La presenza del doppio legame però determina un fenomeno di isomeria sterica, quindi a seconda di come si dispone il monomero di base, abbiamo due possibilità:
- Configurazione trans, che produce una molecola di guttaperca
- Configurazione cis, che produce una molecola di caucciù

| Poliisoprene 1.4 trans (guttaperca) |  |
|                                     |  |

| Poliisoprene 1.4 cis (caucciù) |  |
|                                |  |

La stereoisomeria, ovvero questa particolare differenza nella disposizione geometrica dei monomeri all'interno del polimero, ha un effetto notevolissimo sulle proprietà del polimero: infatti mentre il caucciù risulta essere un elastomero amorfo, la guttaperca a temperatura ambiente è un polimero semicristallino. Dato dal fatto che la configurazione trans, meno ingombrante, favorisce l'impaccamento.
Il caucciù presenta una temperatura di transizione vetrosa (Tg) di −70 °C mentre la guttaperca ha una Tg di -38 °C e fonde a 60 °C.

## Impieghi
A partire dalla metà dell'Ottocento, è stata il primo materiale impiegato per rivestire cavi telegrafici e telefonici subacquei. Il suo impiego nell'industria si è ridotto nel corso del XX secolo, sostituita per lo più da resine sintetiche.
Impiegata per fogli, tubi, abiti impermeabilizzati e altri oggetti, in particolare si usa in odontoiatria per chiudere i canali dopo la devitalizzazione della polpa, la parte più interna del dente. Fu introdotta in Italia per la prima volta nei primi del Novecento da Giovanni Battista Pirelli, fondatore dell'omonima ditta.